# Чесвик (Пенсилванија)
Чесвик (енгл. Cheswick) град је у америчкој савезној држави Пенсилванија.

## Демографија
По попису из 2010. године број становника је 1.746, што је 153 (-8,1%) становника мање него 2000. године.
| Група             | 2000.         | 2010.         |
| Белци             | 1.880 (99,0%) | 1.717 (98,3%) |
| Афроамериканци    | 5 (0,3%)      | 3 (0,2%)      |
| Азијати           | 4 (0,2%)      | 7 (0,4%)      |
| Хиспаноамериканци | 9 (0,5%)      | 10 (0,6%)     |
| Укупно            | 1.899         | 1.746         |